# Voer (Dijle)
|  | No s'ha de confondre amb l'afluent del Mosa: Voer. |

El Voer és un riu que neix a Tervuren, un municipi de la província de Brabant Flamenc a Bèlgica. El riu va donar el seu nom a Tervuren que traduït del neerlandès Al Voer. Desemboca al Dijle al centre de Lovaina.

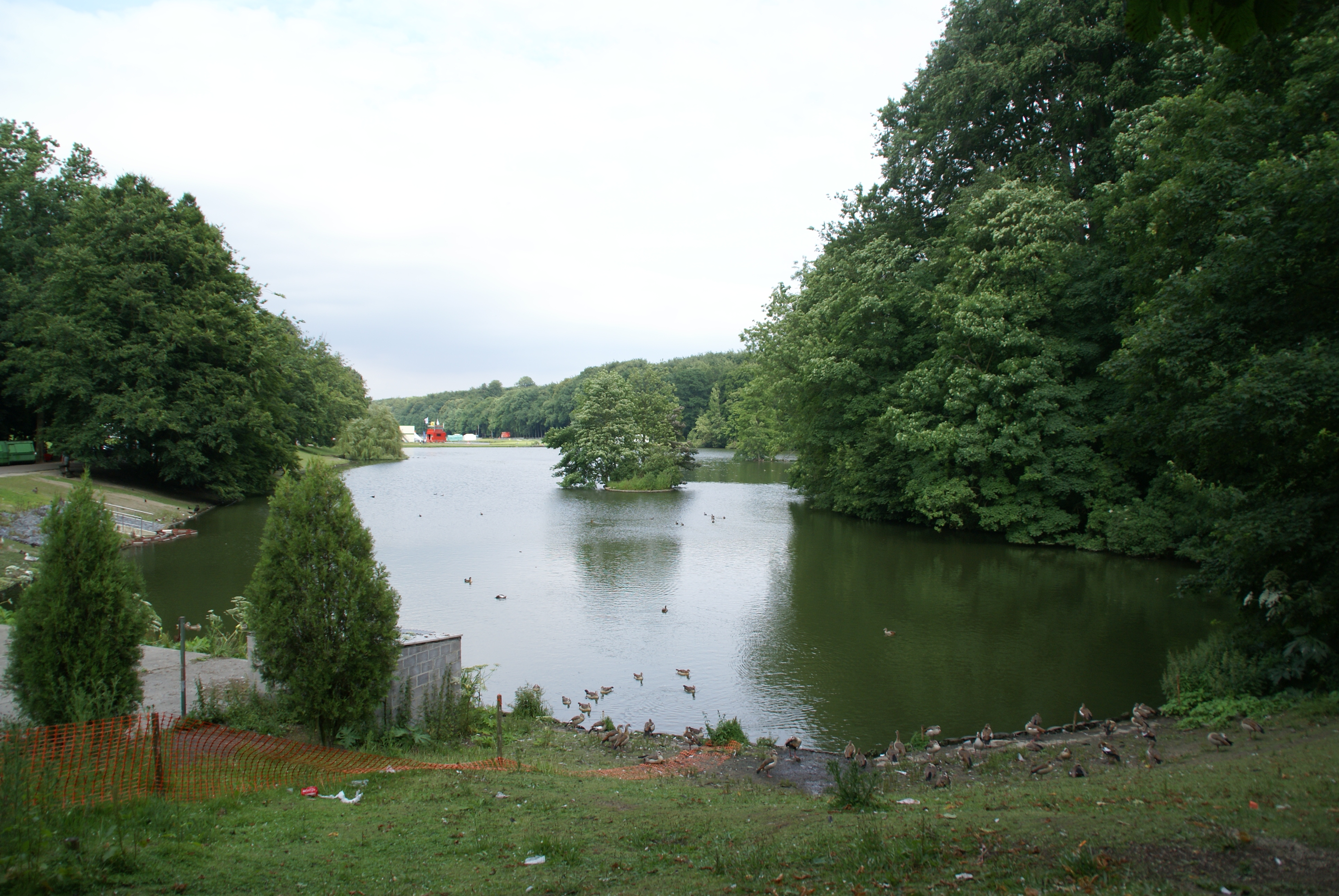
L'estany on naix el Voer

Neix als estanys al bosc Zoniënwoud, darrere el palau de Tervuren. Rega els municipis de Vossem, Leefdaal, Bertem, Egenhoven i Heverlee abans de desembocar al Dijle a Lovaina. A l'entrada de la ciutat de Lovaina, el riu va cobrir-se, però el carrer creat damunt el riu va mantenir el nom Kapucijnenvoer (traducció: «Voer dels Caputxins»), com que passava al costat del monestir d'aquest orde, avui desaparegut.

## Galeria

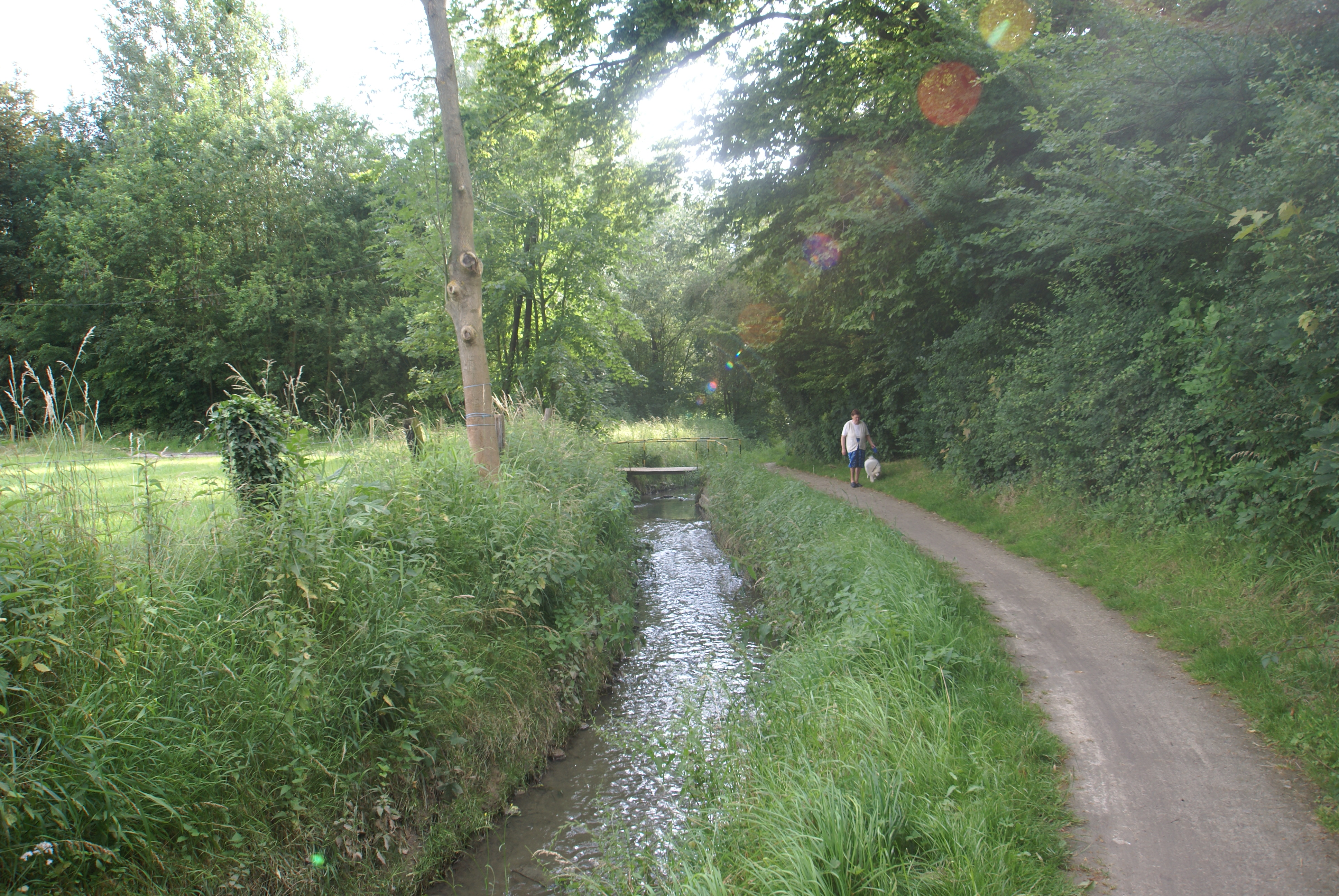
El Voer a Vossem
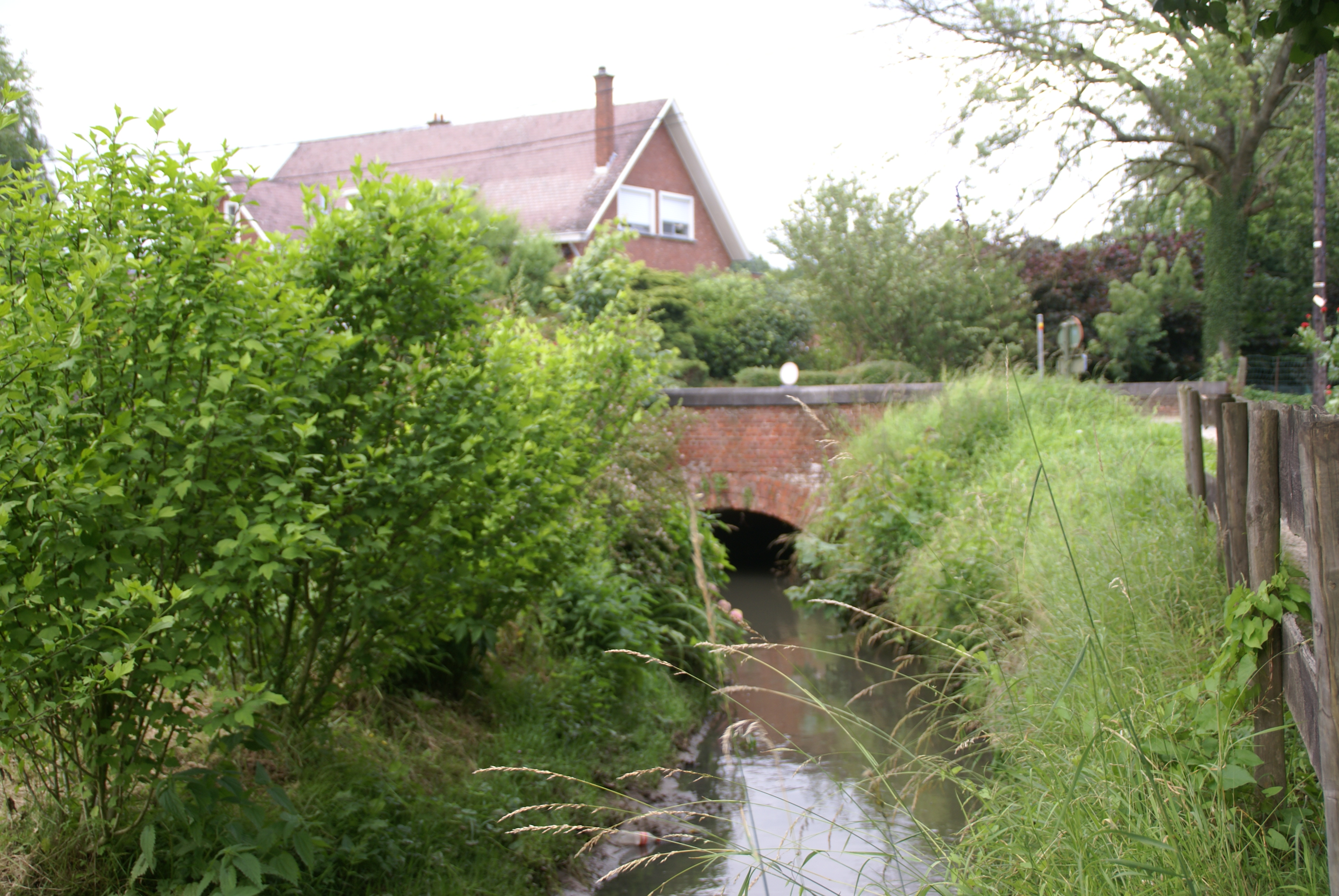
El Voer a Leefdaal
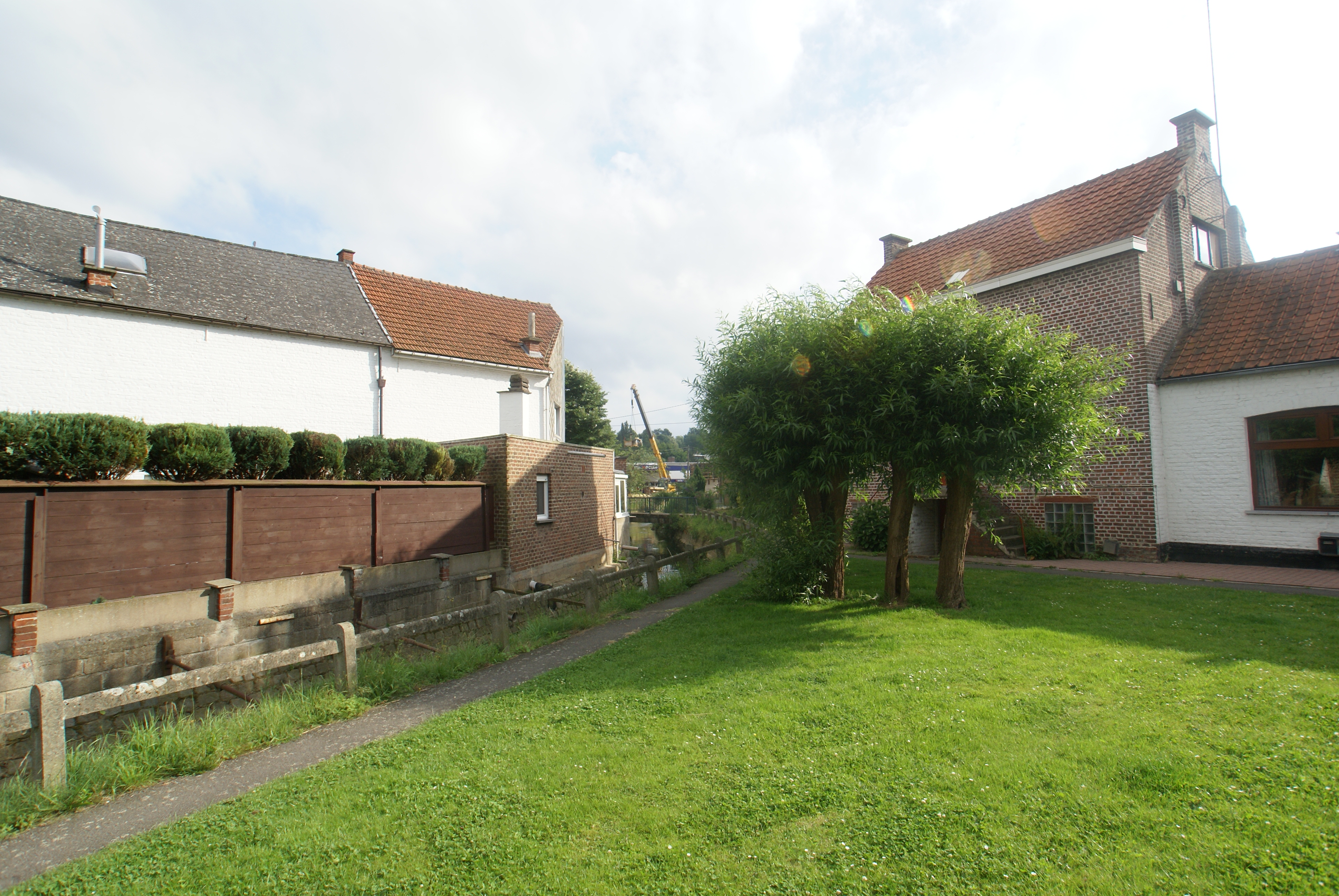
El Voer entre Leefdaal i Bertem

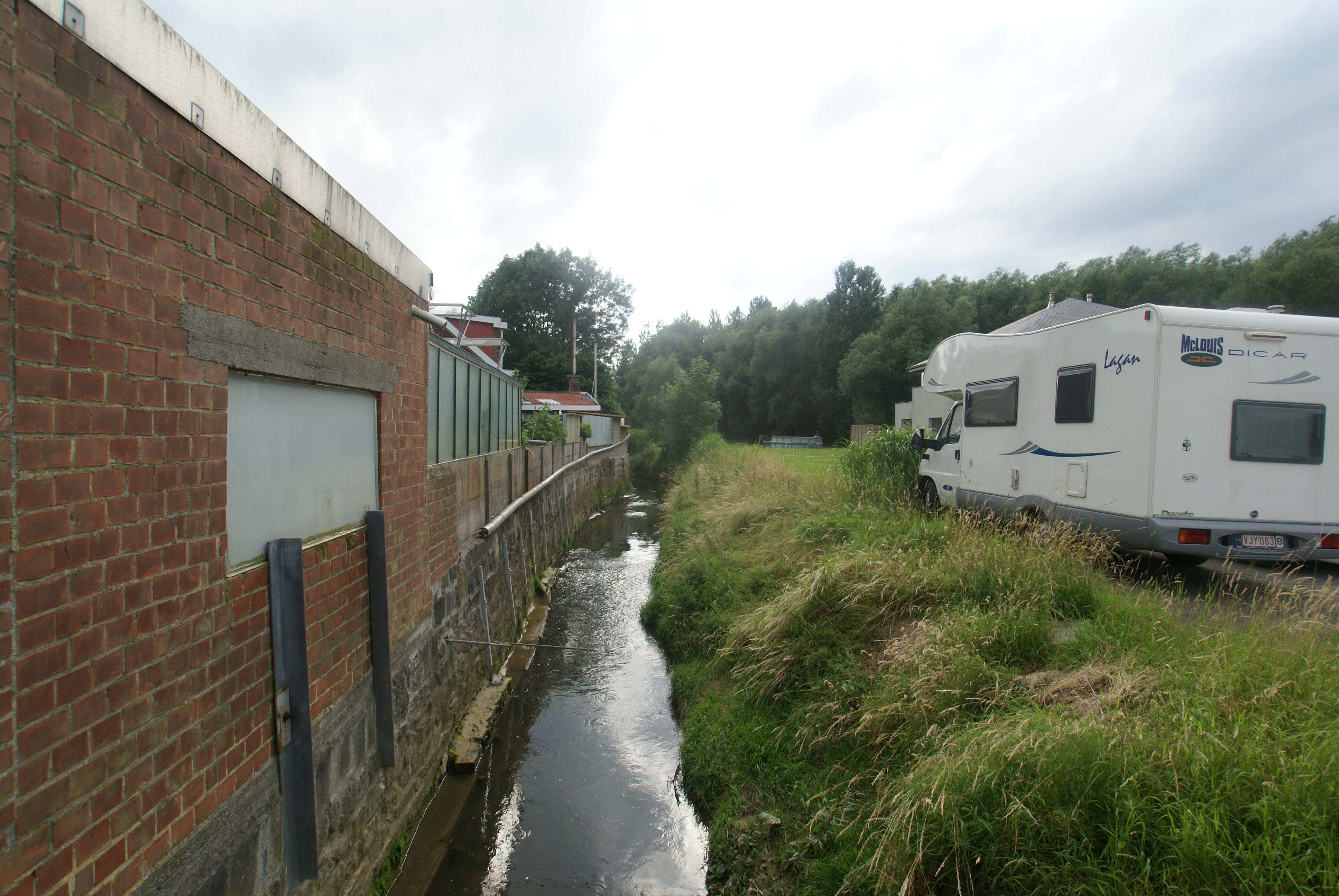
El Voer entre Leefdaal i Bertem (2)
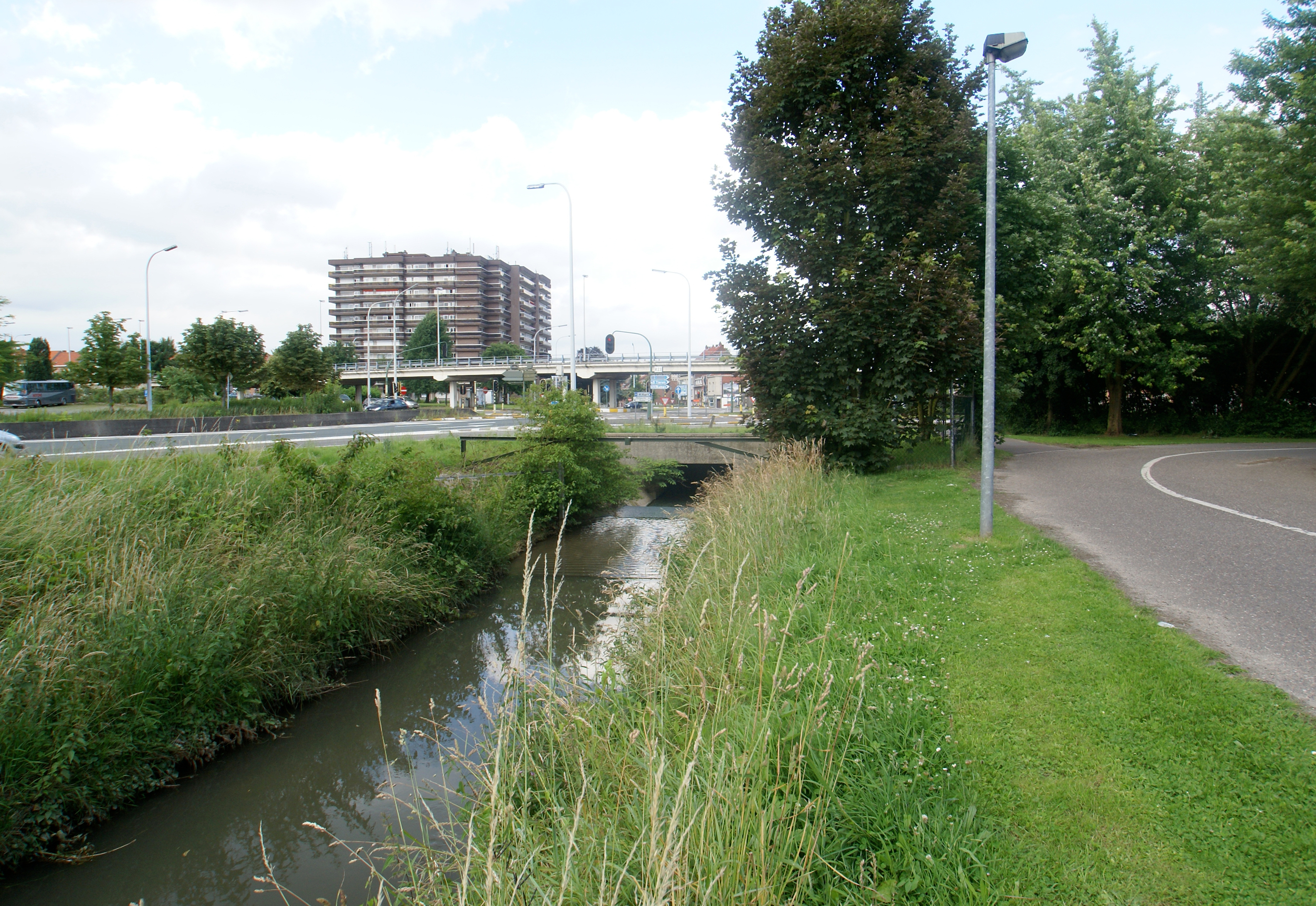
El Voer desapareix sota el bulevard perifèric de Lovaina
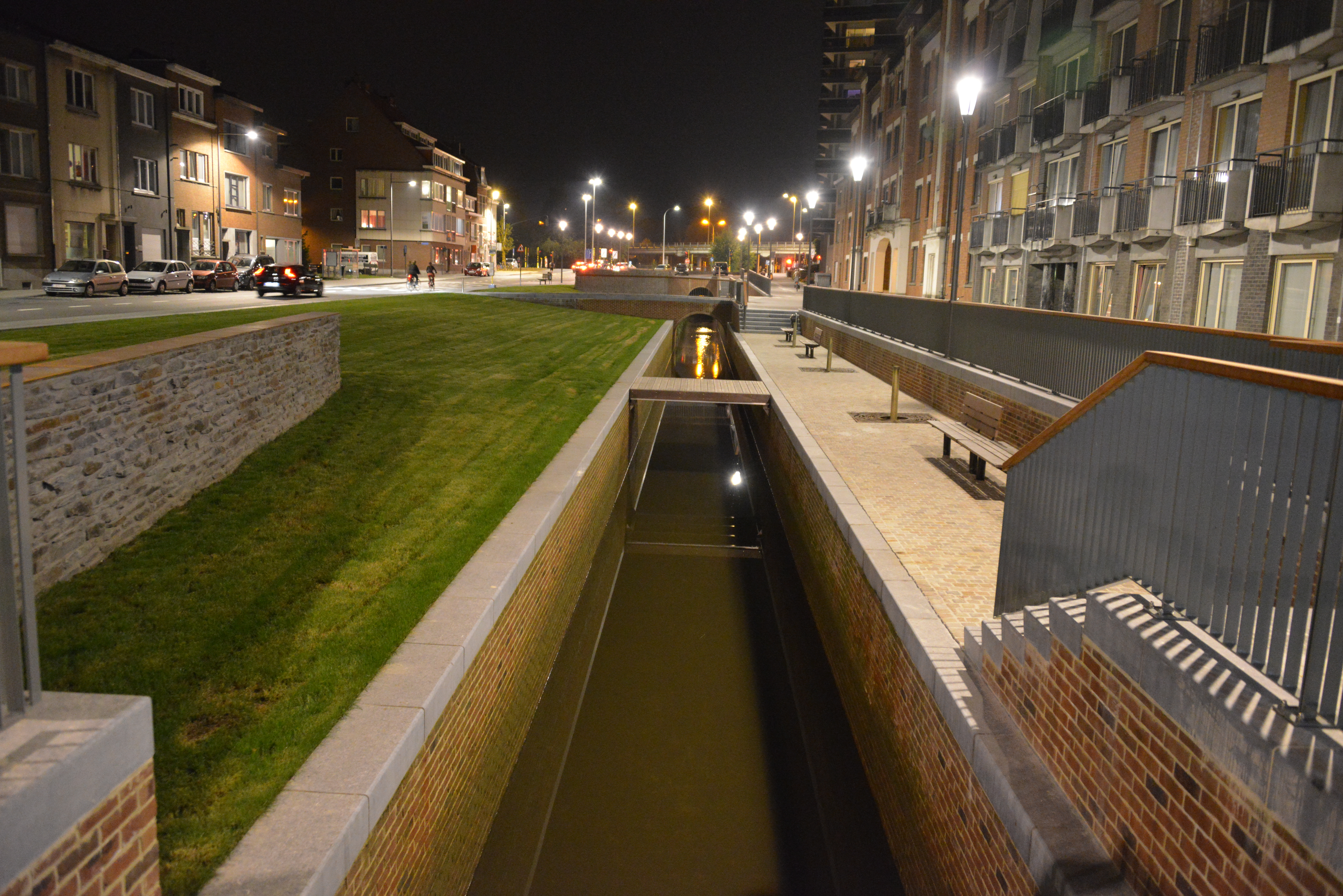
El Voer cobert al Kapucijnenvoer a Lovaina